# 종8위
8위(従八位)는 일본의 위계 중 하나이다. 정8위 아래 대초위 또는 정9위의 위에 위치한 위계이다.

## 개요
율령제에서는 종8위상과 종8위하 둔 단계로 나뉘어 있었다. 종8위는 중무성의 소전약(少典鑰), 치부성(治部省), 형부성 소해부(少解部0 등에 해당한다.
메이지 시대 초기 태정관 제도에서는 상하 구분이 폐지되었다. 종8위는 신 기관의 사생(史生), 태정관의 관장(官掌) 등에 해당하는 위계였다.
영전으로 위계제도가 정해진 《서위조례》(叙位条例), 《위계령》(位階令)에서는 종8위가 가장 낮은 위계이다.

## 같이 보기
- 관위
- 추증
- 대부